# Frank Lahey
Frank Howard Lahey MD (1 de junio de 1880, Haverhill, Massachusetts - 17 de junio de 1953, Boston, Massachusetts ), fue un médico que fundó la clínica Lahey en Boston en 1923. El Dr. Lahey era conocido a nivel nacional en la profesión médica estadounidense, no sólo como cirujano de renombre mundial, sino también como profesor de medicina y administrador médico.

## Educación, carrera y fundación de clínica Lahey
"Habitualmente se le considera el mejor cirujano general del mundo en la actualidad, pero en momentos de crisis nunca perdió la cabeza ni los nervios", afirmaba el Boston Globe en 1953. "Ante todo, nunca se permitió a sí mismo ni a sus ayudantes olvidar que tenían una vida humana en sus manos. Seguramente, de no ser por él, miles de personas no estarían vivas hoy".
Aunque se enorgullecía de ser un cirujano general, Lahey era muy conocido por su experiencia en cirugía de tiroides y esófago, y en cirugía de cáncer de estómago y de colon. La "cirugía en dos fases" de la que fue pionero, en la que la cirugía se realizaba en dos pasos durante un periodo de dos a cuatro días, mejoró enormemente los resultados quirúrgicos. De hecho, su método redujo la tasa de mortalidad tras la cirugía de tiroides de 1 de cada 5 a 1 de cada 140.
Al igual que su padre -que era cortador de granito de profesión y acabó convirtiéndose en un acaudalado contratista de puentes-, Lahey construyó su carrera desde unos orígenes humildes.
Lahey asistió a la escuela secundaria en su ciudad natal de Haverhill, Massachusetts, donde tenía su propia ruta de periódicos y trabajaba en la empresa de su padre. A continuación, asistió a la Facultad de Medicina de Harvard, donde se licenció en medicina en 1904. Después de trabajar como interno y cirujano interno en el Hospital de Long Island (1904-1905) y como cirujano en el Hospital de la Ciudad de Boston (1905-1907), Lahey se convirtió en cirujano residente del Puesto de Socorro de Haymarket (1908). Formó parte de la facultad de cirugía de la Facultad de Medicina de Harvard (1908-1909 y 1912-1915), y fue profesor de cirugía en la Facultad de Medicina de la Universidad de Tufts (1913-1917).
Debido a su influencia educativa, Lahey es considerado a menudo como uno de los mayores profesores de cirugía de Estados Unidos. En 1953, la gastroenteróloga Sara Jordan, una de las primeras en incorporarse a la consulta de Lahey, publicó un artículo en el New England Journal of Medicine en el que señalaba: "Su habilidad [atrajo] a cientos de cirujanos de todas partes del mundo para verle operar y compartir con él los conocimientos y la experiencia que siempre estaba dispuesto a transmitir a los demás".
Durante la Primera Guerra Mundial, Lahey sirvió como mayor en el Cuerpo Médico del Ejército y director de cirugía en el Hospital de Evacuación nº 30. A su regreso del servicio militar, abrió una pequeña consulta en Beacon Street, en Kenmore Square, en Boston, que se convirtió en la clínica Lahey en 1923.
El presidente Franklin D. Roosevelt nombró a Lahey para que formara parte de una comisión especial encargada de informar sobre las normas médicas durante la Segunda Guerra Mundial. Esto, y su amplia experiencia como cirujano militar, reforzaron la creencia de Lahey de que la anestesia había creado un nuevo tipo de cirugía, que se realizaba y perfeccionaba mejor con equipos de especialistas quirúrgicos.
Lahey ocupó numerosos e influyentes cargos directivos, como el de presidente de la Asociación Médica Americana, la Sociedad Quirúrgica de Nueva Inglaterra, el Colegio Americano de Cirujanos y la Sociedad Internacional de Cirujanos. También operó o consultó a muchas personas notables durante su vida, como el presidente Anastasio Somoza García de Nicaragua y Anthony Eden de Gran Bretaña.
En 1946, Lahey recibió la Medalla Henry Jacob Bigelow de la Boston Surgical Society en reconocimiento a sus logros quirúrgicos.
La vida de Frank Lahey fue resumida en un discurso que ahora figura en el Registro del Congreso de los Estados Unidos. Cuando la Cámara de Representantes se reunió poco después de su muerte, el 27 de junio de 1953, se pronunció un discurso conmemorativo en su honor que concluye así "La profesión médica ha perdido a uno de sus mejores miembros. Massachusetts ha perdido a un ciudadano que aceptó con entusiasmo las amplias responsabilidades de su profesión. El mundo ha perdido a un hombre que no tenía parangón en sus servicios a la humanidad".

## Consulta con el presidente Franklin D. Roosevelt
En marzo de 1944, el Dr. Lahey fue llamado a la Casa Blanca para ver al presidente Franklin D. Roosevelt. Lahey acabó aconsejando a Roosevelt que no se presentara a un cuarto mandato, ya que Roosevelt padecía graves enfermedades, entre ellas posiblemente cáncer y una avanzada enfermedad cardíaca, y expresó serias dudas de que Roosevelt pudiera sobrevivir otros cuatro años en el cargo. Posteriormente, Lahey accedió a suprimir su informe por cuestiones de seguridad nacional en tiempos de guerra.
Roosevelt murió en abril de 1945, de lo que su médico dijo que había sido una hemorragia cerebral. El informe de Lahey sobre la enfermedad de Roosevelt se publicó finalmente muchos años después de su muerte.